# Kraak (binnenvaart)
De benaming kraak wordt gebruikt voor twee soorten binnenvaartschepen uit de Nederlanden: een houten type vanaf de 17e eeuw en een ijzeren 19e-eeuws type. De twee typen hebben weinig verwantschap met elkaar, en nog minder met de zeevarende kraak uit de 15e en 16e eeuw of de Molukse geroeide kraak, de kora-kora.
De houten kraak van de 17e tot de 19e eeuw had de kenmerken van een tjalk en wordt in oude geschriften in één adem genoemd met eikers en pontschepen. Dit type was gewoonlijk getuigd met een reefbare bezaan, een stagfok en een kluiver. Soms werd nog spriettuig geplaatst.
De ijzeren kraak van de 19e eeuw heeft een 'gebroken' neus: een geknikt naar binnen vallende neus boven de rechte voorsteven. Hij heeft een geveegd achterschip: van opzij ziet men aan de achterzijde een ruime s-vormige kromming in het onderwaterschip; een klipperkont. Met zijn houten naamgenoot heeft de ijzeren kraak eigenlijk niets gemeen: met het voorschip verwant aan de steilsteven en het achterschip van een klipper lijkt hij meer op een zeilkast.
Vanaf de jaren zeventig van de twintigste eeuw is men de term klipperkraak gaan gebruiken voor allerlei laat-19e-eeuwse rijnschepen die klipperachtige kenmerken hadden.

## Kappie en de kraak
In een strip van Marten Toonder en zijn vrouw Phiny Dick, is hoofdpersoon Kappie de kapitein van een zeesleper die Kraak gedoopt is. Het scheepstype is echter geen kraak. Voor zover bekend hebben zij zich nooit uitgelaten over de reden van de naamgeving.